# Међународна година пустиња и дезертификације
2006. годину је Генерална скупштина Уједињених нација прогласила Међународном годином пустиња и дезертификације. Година има за циљ да прикупи 20 милиона долара од индустрије и влада и потрошиће половину на суфинансирање истраживања, а половину на друге активности. То ће бити највећи икада међународни напор да се промовишу науке о Земљи. Осим истраживача, од којих се очекује да ће имати користи у оквиру Годишњег научног програма, главне циљне групе за шире поруке године су:
- Доносиоци одлука и политичари који морају бити боље информисани о томе како се научна знања о Земљи могу користити за одрживи развој
- Јавност која гласа, која треба да зна како научна знања о Земљи могу допринети бољем друштву
- Геонаучници, који су веома упућени у различите аспекте Земље, али којима је потребна помоћ у коришћењу свог знања за добробит светске популације.

Теме истраживања године, постављене у 10 научних проспекта, изабране су због њихове друштвене важности, мултидисциплинарности и потенцијала за ширење. Година има 12 партнера оснивача 23 придружена партнера и политички је подржана од 97 земаља које представљају 87% светске популације. Годину је политички промовисала Народна Република Танзанија у Унеску и Уједињеним нацијама у Њујорку.
Година је отворена за изражавање интересовања истраживача у оквиру сваке од својих 10 тема. Програм за даље делатности године је такође сада отворен за изражавање интересовања, и радиће на сличан начин примањем и одговарањем на понуде за подршку од појединаца и организација широм света.
Годишњи вођа пројекта је бивши председник ИУГС професор Едуардо де Мулдер. Годишњим научним одбором председава проф. Едвард Дербишир, а његовим комитетом за информисање др Тед Нилд ( Геолошко друштво Лондона ).
Пројекат Међународна година планете Земље заједнички су покренули Међународна унија геолошких наука (ИУГС)  и Организација Уједињених нација за образовање, науку и културу ( УНЕСКО ) . 
Саопштење УН за штампу гласи: „Нацртом о Међународној години планете Земље, 2008., који је Комитет одобрио без гласања 11. новембра, Скупштина би 2008. прогласила Међународном годином планете Земље. Такође би одредила образовну годину Уједињених нација., Научна и културна организација ( УНЕСЦО ) да организује активности које ће се предузети током године, у сарадњи са УНЕП-ом  и другим релевантним телима Уједињених нација, Међународном унијом геолошких наука и другим друштвима и групама за науку о Земљи, такође тим нацртом, Скупштина би охрабрила државе чланице, систем Уједињених нација и друге актере да искористе Годину за повећање свести о значају наука о Земљи у постизању одрживог развоја и промовисању локалних, националних, регионалних и међународних акција“ 
Теме истраживања за годину су наведене у наставку. 
Пројекат подржавају следећи партнери оснивачи : Међународна унија за геодезију и геофизику ( ИУГГ )  ; Међународна географска унија ( ИГУ )  ; Међународна унија наука о земљишту ( ИУСС )  ; Међународни програм литосфере ( ИЛП )  ; Национални геолошки завод Холандије ( НИТГ-ТНО )  Архивирано на веб-сајту  (19. фебруар 2007) ; Лондонско Геолошко друштво ( ГСЛ )  ; Међународни референтни и информациони центар за земљиште ( ИСРИЦ )  ; Конзорцијум Међународног удружења инжењерских геолога и животне средине ( ИАЕГ ) , Међународног друштва за механику камена ( ИСРМ )  и Међународног друштва за механику тла и геотехничко инжењерство ( ИССМГЕ )  ; Међународна унија за квартарна истраживања ( ИНКУА )  ; Амерички геолошки институт ( АГИ ); Америчко удружење геолога нафте ( ААПГ )  ; Амерички институт професионалних геолога ( АИПГ )  . 
Година ужива подршку 23 придружена партнера, укључујући све главне међународне геонаучне и друге релевантне организације: ИЦСУ Међународни савет за науку; МОК Међувладина океанографска комисија УНЕСЦО-а; ИПА Међународно удружење за пермафрост  ; ИАГОД Међународно удружење за генезу рудних лежишта; СЕГ Друштво економских геолога; СГА Друштво за геологију примењену на лежишта минерала; ИАХ Међународно удружење хидрогеолога; ИГЦП Интернатионал Геосциенце Программе; ЕФГ Европска федерација геонаучника; ААРСЕ Афричко удружење за даљинско испитивање животне средине; СЦА Научни савет Азије; ПроГЕО Европско удружење за очување геолошког наслеђа; СЕПМ Друштво за седиментну геологију; Координациони одбор ЦЦОП за геонаучне програме у источној и југоисточној Азији; ГСАф Геолошко друштво Африке; Универзитет Уједињених нација УНУ ; АГИД Удружење геонаучника за међународни развој; УН/ИСДР Међународна стратегија Уједињених нација за смањење катастрофа; НЕСФ Нортх-еастерн Сциенце Фоундатион (САД); ААСГ Удружење америчких државних геолога; ИСПРС Међународно друштво за фотограметрију и даљинску детекцију; ГСА Геолошко друштво Америке; НАЦСН Северноамерички комитет за стратиграфску номенклатуру. 